# Marcel Seegert
Marcel Seegert (* 29. April 1994 in Mannheim) ist ein deutscher Fußballspieler, der aktuell beim SSV Ulm 1846 unter Vertrag steht.

## Sportlicher Werdegang

### Vereinskarriere
Marcel Seegert, der hauptsächlich in der Innenverteidigung zum Einsatz kommt, begann in Mannheim mit dem Fußballspielen. Er schloss sich der Jugend der TSG 1899 Hoffenheim an und ging 2011 ins Nachwuchsleistungszentrum des 1. FSV Mainz 05. Für die zweite Mannschaft der Mainzer absolvierte er 12 Spiele in der Regionalliga Südwest und stieg am Ende der Saison 2013/14 mit der Mannschaft in die 3. Liga auf.
Seegert verließ zusammen mit seinem Zwillingsbruder Nico jedoch Mainz 05 und spielte ab Juli 2014 für den Regionalligisten SV Waldhof Mannheim, für den er bereits in der Jugend aktiv gewesen war. Mit den Waldhöfern scheiterte er 2017 in Aufstiegs-Play-offs zur 3. Liga am SV Meppen. Insgesamt spielte er bis 2017 77-mal in der Regionalliga für Waldhof und erzielte 11 Tore.
Zur Saison 2017/18 wechselte Seegert zum Zweitligisten SV Sandhausen. In seiner ersten Saison kam er auf neun Zweitligaeinsätze. Nachdem er in der Saison 2018/19 nur zu zwei Einsätzen gekommen war, einigten sich Seegert und der Verein Anfang Januar 2019 auf eine Vertragsauflösung.
Daraufhin kehrte Seegert zum Regionalligisten SV Waldhof Mannheim zurück, bei dem er einen bis zum 30. Juni 2021 laufenden Vertrag unterschrieb. Im April 2019 stieg er schließlich mit den Waldhöfern in die 3. Liga auf und kehrte damit in den Profifußball zurück. Im Juni 2020 verlängerte Seegert seinen Vertrag in Mannheim vorzeitig um ein weiteres Jahr, bis 2022. Parallel stieg er zum Mannschaftskapitän auf und verhalf bei der Etablierung als Drittligist. Im Mai 2024 verlängerte er seinen auslaufenden Vertrag bei den „Buwe“. Anfang 2025 musste er nach einer Gelbsperre und Rückenproblemen zeitweise pausieren, in der Folge verlor er seinen Stammplatz. Unter Cheftrainer Dominik Glawogger, der im April 2025 die seinerzeit abstiegsbedrohte Mannschaft vom freigestellten Bernhard Trares übernahm, kehrte er aufs Spielfeld zurück, konnte aber nicht überzeugen und bestritt am Ende der Spielzeit 2024/25 die letzten Saisonspiele als Einwechselspieler. 
Zu Beginn der Spielzeit 2025/26 wurde Seegert von Glawogger beim 2:2-Remis gegen den SC Verl im Auftaktspiel nicht im Spieltagskader berücksichtigt. Wenige Tage später wechselte er zum Ligakonkurrenten SSV Ulm 1846, wo er den mit Kreuzbandriss langfristig ausfallenden Johannes Reichert ersetzten soll.

### Nationalmannschaftslaufbahn
Seegert spielte im Jahre  2010 je einmal für die deutsche U-16- und die U-17-Nationalmannschaft.